# Rodgersia aesculifolia
Rodgersia aesculifolia (Роджерсія каштанова, Роджерсія каштанолистна — вид квіткових рослин родини Saxifragaceae, що походить із північного Китаю. Це потужна трав'яниста багаторічна рослина, що досягає 2 м (7 футів) заввишки та 1 м (3 фути) завширшки, з текстурованим пальчастим листям до 25 см (10 дюймів) завдовжки та 60 см (24 дюйми) прямостоячими волотями, що складаються з крихітних зіркоподібних білих або рожевих квіток влітку. Листя нагадує листя кінського каштана, звідси та специфічний епітет aesculifolia (каштанолистий).
Ця рослина отримала нагороду Королівського садівничого товариства «За заслуги в саду».